# Venta de esposas (Inglaterra)

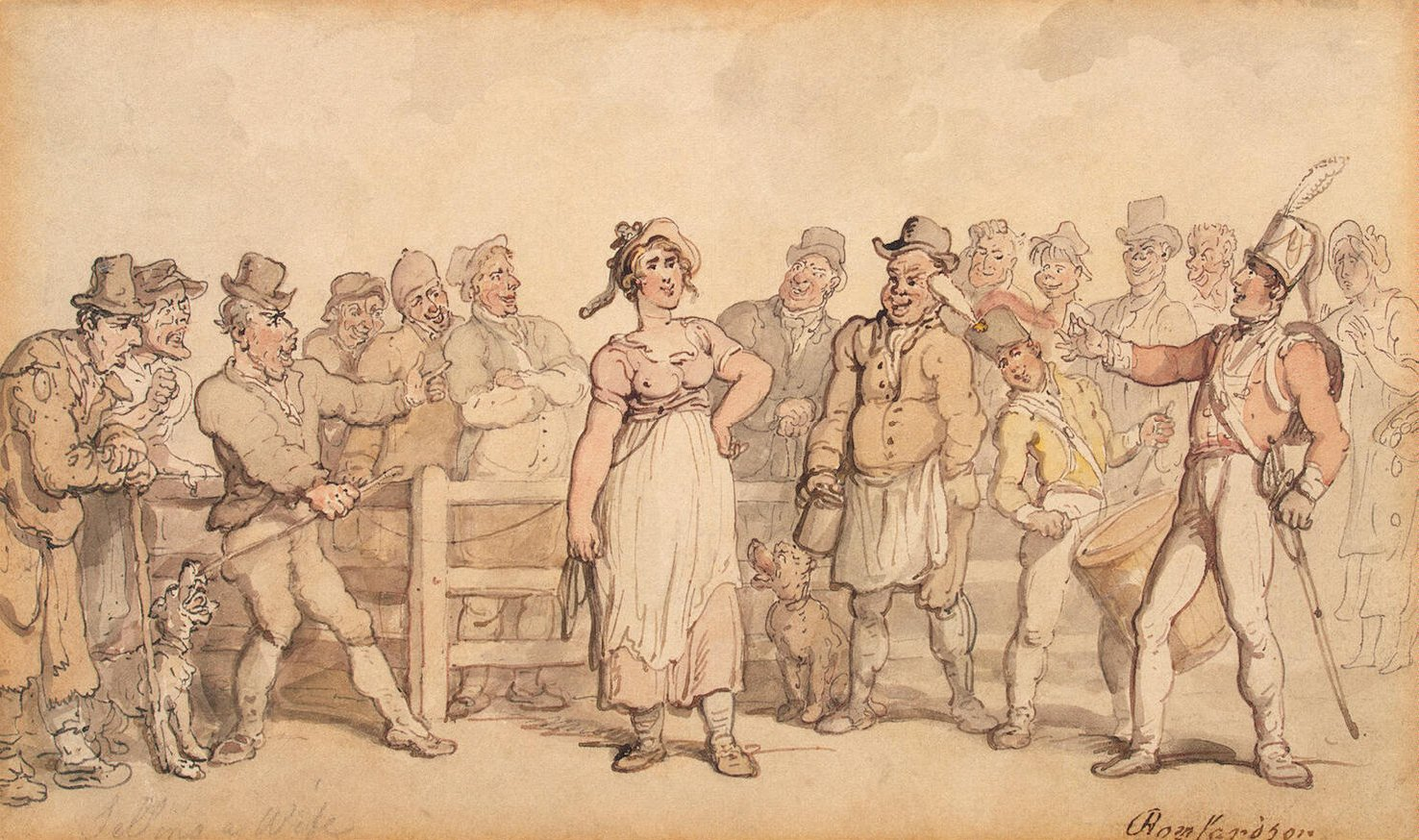
Selling a Wife (1812–1814), de Thomas Rowlandson. El cuadro da la impresión de que la esposa participa voluntariamente en la venta, lo que era un «asunto genial» que lleva a la risa.

La costumbre inglesa de venta de esposas era una de las formas de término de un matrimonio fracasado a finales del siglo XVII, cuando el divorcio era prácticamente imposible para todos excepto para los más ricos. Tras colocar a la mujer un ronzal alrededor de su cuello, brazo o pecho, el marido podía subastarla públicamente, vendiéndola al mejor postor. Esta práctica constituye el argumento de la novela El alcalde de Casterbridge (The Mayor of Casterbridge), de Thomas Hardy, en la que el protagonista vende a su esposa al comienzo de la historia, un acto que le persigue el resto de su vida y que termina destruyéndole.
Aunque esta práctica no tenía ninguna base legal y frecuentemente conllevaba la interposición de una acción judicial, la actitud de las autoridades era equívoca, particularmente a partir de mediados del siglo XIX. Un magistrado de comienzos de dicho siglo afirmó que no creía tener la autoridad suficiente para evitar las ventas de esposas, mientras que se conocen casos de comisionados de las Poor Laws que obligaban a los maridos a vender a sus esposas, antes que mantener a sus familias en workhouses.
La venta de esposas persistió hasta comienzos del siglo XX. Según el jurista e historiador James Bryce, se producían algunas de estas ventas ocasionalmente alrededor de 1901. De acuerdo con las pruebas aportadas en un juicio celebrado en el condado de Leeds en 1913, una mujer afirmó que había sido vendida a un compañero de trabajo de su marido por una libra esterlina, uno de los últimos casos conocidos de esta práctica en Inglaterra.

## Marco legal
La venta de esposas en esta «forma de ritual» surge como una «costumbre inventada» que se originó a finales del siglo XVII, aunque existe un reporte que data de 1302 de alguien que «otorgó a su esposa mediante un título a otro hombre». Con la creciente popularidad de los periódicos, los reportes de esta práctica se hicieron cada vez más frecuentes durante la segunda mitad del siglo XVIII. En las palabras del escritor del siglo XX, Courtney Kenny, este ritual fue «una costumbre con raíces suficientemente profundas para mostrar que no era de origen reciente», pero en un escrito de 1901 acerca de la venta de esposas, James Bryce asegura que «no existe huella alguna en toda nuestra ley inglesa de tal derecho». Sin embargo, también observó que «todos habían oído de la extraña costumbre de la venta de esposas, que aún se presentaba de manera ocasional entre las clases más humildes en Inglaterra».

### Matrimonio

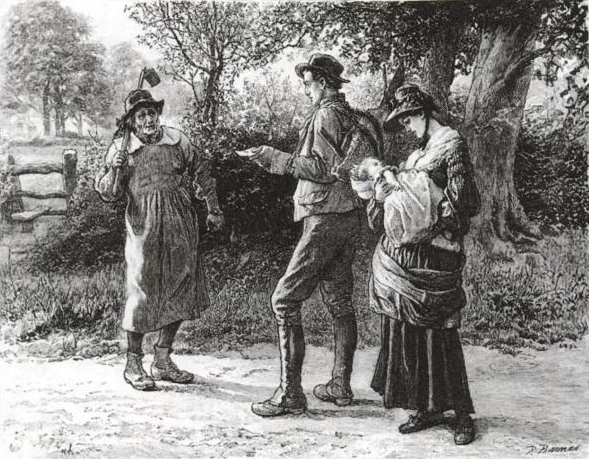
«'Hay-trussing — ?' said the turnip-hoer, who had already begun shaking his head. 'O no.'». Dibujo de Robert Barnes que ilustraba la edición seriada de 1886 de la novela de Thomas Hardy El alcalde de Casterbridge. En esta ilustración, la primera de la obra, se muestra el protagonista, Michael Henchard, de camino al mercado donde piensa vender a su esposa e hijo pequeño.

Hasta la aparición del Acta de matrimonio de 1753, una ceremonia formal ante la presencia de un clérigo no era un requerimiento legal, y los matrimonios no tenían registro. Todo lo que se necesitaba era que ambas partes aceptaran la unión, así como que ambos hubieran alcanzado la edad legal para el consentimiento, la cual era de 12 años para las mujeres y 14 para los hombres. Las mujeres estaban completamente subordinadas a sus esposos después del matrimonio, el marido y su esposa se convertían en una entidad legal, un estado legal conocido como «cobertura» (del término inglés coverture). Como el eminente juez inglés Sir William Blackstone escribió en 1753: «el propio ser, o la existencia legal de la mujer, es suspendida durante el matrimonio, o por lo menos, es consolidado e incorporado en el de su esposo: bajo aquellas alas de protección y abrigo ella se desempaña por completo». Las mujeres casadas no eran dueñas de sí mismas, sino que en realidad eran propiedad de sus esposos. Blackstone seguidamente añadió que «la mayor parte de las limitaciones de las mujeres estaban destinadas a su protección y beneficio. Así que se favorecía a las mujeres dentro de la leyes inglesas».

### Separación
A principios de la Edad Moderna en la historia inglesa, existían cinco métodos distintos para disolver un matrimonio. Uno consistía en solicitar la separación matrimonial ante las cortes eclesiásticas por motivos de adulterio o por poner en riesgo su vida, pero no permitía el volver a casarse. Después de 1690, el divorcio solo fue posible haciendo una petición al Parlamento, lo que era un proceso largo y costoso. La Ley de Causas Matrimoniales de 1857 y las cortes de divorcio creadas a partir de ésta, hicieron la disolución de matrimonios algo más simple y considerablemente más barato, pero para las clases bajas trabajadoras, el divorcio permaneció como un recurso prohibitivamente caro. Una alternativa era el obtener una «separación privada», la cual consistía en un acuerdo negociado entre ambos cónyuges, expresado en un acta de separación elaborada por un especialista en leyes. El abandono o la fuga también eran una posibilidad, por la cual la mujer casada se veía obligada a dejar la casa familiar, o el marido instalarse en otra casa con su amante. Por último, aunque menos generalizada, quedaba la alternativa de vender a la mujer casada, pero era un método ilegal de finalizar un matrimonio. Las Leyes por el respeto a las mujeres en relación con sus Derechos innatos subrayaban que, para los pobres, la venta de una mujer casada se contemplaba como «un método de disolución del matrimonio», cuando «el matrimonio estaba sinceramente harto el uno del otro, y de mutuo acuerdo, si el hombre tenía la intención de autentificar la separación haciéndolo de dominio público».
Aunque varias esposas del siglo XIX se opusieron, no existen fuentes que mencionen a mujeres del siglo XVIII resistiéndose a sus ventas. Sin recursos financieros, y sin oficio por el que subsistir, la venta era para muchas mujeres la única forma de escapar de un matrimonio infeliz. De hecho, se tiene la certeza de que la esposa a veces insistía en efectuar su venta. Una mujer vendida en el mercado de Wenlock por 2s. 6d. en 1830 estaba mucho más determinada a que la transacción se realizara exitosamente, a pesar de las dudas de último minuto de su esposo: «Él se mostró dubitativo e intentó abandonar el negocio pero Mattie le convenció para que se quedara. 'Er flipt her apern in 'er gude man's face, y dijo: 'Permíteme ser tu criatura. Quiero ser vendida. Quiero un cambio'».
Para el esposo, la venta lo liberaba de sus deberes matrimoniales, entre los cuales se incluía cualquier responsabilidad financiera por su esposa. Para el comprador, que frecuentemente era ya amante de la mujer, la transacción anulaba la amenaza de una acción legal por conversación criminal, una reclamación del marido por daños a su propiedad, en este caso su esposa.

## Venta
| «The Duke of Chandos, while staying at a small country inn, saw the ostler beating his wife in a most cruel manner; he interfered and literally bought her for half a crown. She was a young and pretty woman; the Duke had her educated; and on the husband's death he married her. On her death-bed, she had her whole household assembled, told them her history, and drew from it a touching moral of reliance on Providence; as from the most wretched situation, she had been suddenly raised to one of the greatest prosperity; she entreated their forgiveness if at any time she had given needless offence, and then dismissed them with gifts; dying almost in the very act». «El duque de Chandos, durante su estancia en una pequeña posada rural, vio al mozo de cuadra golpear a su esposa de la manera más cruel; intervino y, literalmente, compró a la mujer por la mitad de una corona. Era una mujer joven y bonita, el duque cuidó su educación y, tras la muerte del marido, se casó con ella. En su lecho de muerte [la mujer] reunió a toda la servidumbre de la casa, les contó su historia, y concluyó el relato con una moraleja de confianza en la Providencia, ya que, a partir de la situación más miserable, había sido llevada de repente a una de la mayor prosperidad; suplicó su perdón si en algún momento les había ofendido, y luego los despidió con regalos, muriendo casi en el acto mismo». — The Gentleman's Magazine (1832) |

No está claro cuándo comenzó la costumbre ritual de vender esposas en subastas públicas, pero parece probable que haya sido hacia el final del siglo XVII. En noviembre de 1692 John, el hijo de Nathan Whitehouse, de Tipton, vendió a su esposa al Sr. Bracegirdle, aunque se desconoce la manera de venta. En 1696, Thomas Heath Maulster fue multado por cohabitar de manera ilegal con la esposa de George Fuller of Chinner [...] Haueing se la compró a su marido en 2 d.q. la libra, y la práctica parece haberse generalizado y extendido en toda Inglaterra a mitad del siglo XVIII, persistiendo hasta principios del siglo XX, aunque para entonces en un «avanzado estado de descomposición».
En muchos casos las ventas se anunciaban con anticipación, quizá en anuncios en un periódico local. Las ventas en sí se realizaban en el mercado y tomaban la forma de subasta, en la cual la esposa llevaría un cabestro (por lo general de cuerda, pero a veces solía ser de cinta) en el cuello o en el brazo. Muy a menudo existían arreglos con los compradores desde hace tiempo, y entonces la venta se convertía en un acto simbólico y de segundas nupcias, como en el caso de Maidstone, ocurrido en enero de 1815 y en el cual John Osborne planeó vender a su esposa en el mercado local. Sin embargo, como no había mercado instalado ese día, la venta fue llevada a cabo en vez de «la señal de Coal-barge», en la 'calle Earl', donde «en una manera regular» su esposa y su hijo fueron vendidos por 1 euro a un hombre llamado William Serjeant. En julio del mismo año una esposa fue llevada al mercado de Smithfield por su mentor y vendida por 50 guineas y un caballo. Una vez que la venta fue completada, «la señorita con su nuevo señor y amo montaron un hermoso carruaje el cual los estaba esperando, yéndose, sin esperar aparentemente nada para irse». En otra venta en septiembre de 1815, en el mercado de Staines, «solamente 3 chelines y 4 peniques fueron ofrecidos por el lote, ni uno escogió pelear con el traficante, por el objeto justo, de cuales méritos pudieron solamente ser apreciados por quien los conocía. A pesar de ello, el comprador pudo disfrutar de una larga e íntima adquisición.»
Aunque la iniciativa era usualmente del marido, la esposa tuvo que acceder a la venta. Un reportaje de Mánchester de 1824 decía que «después de varias licitaciones ella [la esposa] fue subastada por 5s; pero no gustándole al comprador, se volvió a subastar por 3s y un cuarto de galón de cerveza». Con frecuencia la mujer ya estaba viviendo con su nueva pareja. En un caso en 1804 un comerciante de Londres encontró a su mujer en la cama con un extraño para él, quien, tras un altercado, ofreció comprar a la esposa. El comerciante aceptó y en ese instante la compra pudo haber sido un método aceptable para resolver la situación. Sin embargo, la compra a veces resultaba ser espontánea y la mujer podía encontrarse como objeto de oferta para totales desconocidos. En marzo de 1766, un carpintero de Southwark vendió a su mujer en «un arrebato de indiferencia conyugal en la taberna». Una vez sobrio, el hombre le pidió a su mujer que regresera, y luego de que ella se negó, él se ahorcó. Una pelea doméstica a veces podía preceder a la venta de una esposa, pero en los casos más recordados fue por el intento de terminar el matrimonio de una manera que le dio legitimidad al divorcio. En algunos casos la mujer arreglaba su propia venta e incluso le proporcionaba dinero a su agente para que la comprara y quedara libre de su matrimonio, como un caso de 1822 en Plymouth.

### Mediados delsigloXIX
Se cree que a mediados del siglo XIX aquella venta de esposas era restringida a los niveles más bajos en el campo laboral, especialmente aquellos que vivían en remotas áreas rurales, pero un análisis de las ocupaciones de los esposos y compradores revela que la costumbre era más arraigada en comunidades «proto-industriales». De los 158 casos en los cuales la ocupación puede ser establecida, el grupo más grande (19) se involucró en la ganadería o en las operaciones de transporte, 14 trabajaron en inmuebles comerciales, 5 fueron herreros, 4 fueron limpia chimeneas, y dos fueron descritos como caballeros, sugiriendo que esa esposa no era simplemente una campesina personalizada. El caso más destacado fue aquel de Henrry Btydges, 2do. Duke de Chandos, de quien, las fuentes menciona, compró su segunda esposa a un mozo alrededor del año 1740.
Los precios pagados por las esposas variaron considerablemente, desde un máximo de £100 más £25 para cada uno de sus dos hijos en una venta de 1865 (equivalente a alrededor de £10.800 en el 2012) a un mínimo de un vaso de cerveza, o incluso gratis. La menor cantidad de dinero intercambiado fue de tres peniques (tres cuartas partes de un centavo), pero el precio habitual parece haber sido entre los 2s. 6d. y 5 chelines. De acuerdo con los autores Wade Mansell y Belinda Meteyard, el dinero usualmente parece que ha sido una segunda consideración; puesto que el factor más importante fue que las ventas se vieron por muchos como un vinculante jurídico, a pesar de que no tenía bases en la ley. Algunas de las nuevas parejas casadas cometían bigamia, pero la actitud de la burocracia con respecto a la venta de esposas era equívoca. El clero rural y los magisterios sabían de las costumbres, pero parecían inseguros de su ilegalidad, o simplemente decidieron hacerse los de la vista gorda. Las entradas se han encontrado en los registros bautismales, como este ejemplo de Perleigh en Essex, que data de 1782: «Amie, hija de Moses Stebbing y una mujer que había comprado vino con un cabestro». Un jurado en Lincolnshire dictaminó en 1784 que un hombre que había vendido a su mujer no tenía derecho a reclamarla de su comprador, avalando así la validez de la transacción. En 1819, un magistrado que, fue golpeado y llevado lejos de la multitud, trató de impedir una venta en Ashbourne, Derby, comentó más adelante:

Aunque el objeto real de enviar a los policías era para evitar la venta escandalosa, el motivo aparente fue también el de mantener la paz ... En cuanto al acto de la venta em sí mismo, no creo que poseía el derecho como para evitarlo, o incluso oponer cualquier obstáculo para ello, porque sienta sus bases en una costumbre conservada por la gente, misma que se vería afectada si les privaran por cualquier ley para dicho propósito.

En algunos casos, como el de Henry Cook en 1814, las autoridades —actuando bajo el sistema de Poor Laws— obligaron al marido a vender a su esposa, en lugar de mantenerla a ella y a su hijo en las workhouses de Effingham. Fue llevada al mercado de Croydon y fue vendida por un chelín, la parroquia pagó el costo del viaje y una «cena de boda».

### Lugar de encuentro
| 24 de octubre de 1766. Es este día acordado entre John Parsons, de la ciudad de Midsummer Norton, en el condado de Somerset, costurero, y John Tooker, del mismo lugar, caballero, que el mencionado John Parsons, por y en consideración de la cantidad de seis kilos y seis chelines en mano pagados al citado John Parsons, ropa vendida, y distribuida al mencionado John Tooker, Ann Parsons, esposa de John Parsons; con todo derecho, propiedad, pretensión, servicios y demandas lo que sea, que él, John Parsons, deberá tener a o en Ann Parsons, por y durante el término de la vida natural de ella, Ann Parsons. Como testigo yo, John Parsons, he dado mi mano el día y el año arriba escritos. — JOHN PARSONS. 'Testigo: WILLIAM CHIVERS.' Contrato de compraventa de una mujer, contenido dentro de una petición de 1768. |

Al elegir un mercado como el lugar para la venta, la pareja aseguraba a una gran audiencia, haciendo que estos fuesen testigos de los hechos de su separación. El uso del cabestro era meramente simbólico; y tras la venta, era entregado al comprador como señal de que la transacción había sido exitosa, sin embargo y en algunos casos, los implicados a menudo intentaban legitimar aún más la venta al obligar al licitante ganador que firmase un contrato, con el que se reconocería que el vendedor no tenía ninguna obligación adicional para su esposa. En 1735, una venta de esposa exitosa en St Clements fue anunciada por el pregonero común, que vagaba por las calles asegurando que los comerciantes locales eran conscientes de la intención del exmarido para no cumplir «las deudas que deben contratar». El mismo punto fue hecho en un anuncio colocado en el Ipswich Journal en 1789: «Ninguna persona o personas la confiaron con mi nombre [...] Porque ella no es mi derecho». Las personas involucradas en dichas ventas intentaron legalizar la transacción, como lo demuestra la factura de venta para una mujer, conservada en el Museo Británico. El contrato de compraventa está contenido en una petición presentada a la Justicia de Paz en Somerset en 1758, por una esposa quien 18 meses antes había sido vendida por su esposo en £6 6s «con el apoyo de su extravagancia». La petición no se opuso a la venta, por lo que su esposo regresó tres meses más tarde, y le exigió más dinero tanto a la esposa y su nuevo «marido».
En Sussex, hoteles y pubs eran vías regulares para la venta de esposas, teniendo el alcohol como un medio de pago adecuado. Por ejemplo, cuando un hombre vendía a su mujer en el Shoulder of Mutton y Cucumber en Yapton, en 1898, el comprador pagaba 7s. 6d. (£30 en el 2012) y un cuarto de imperial (1.1 litros) de cerveza.
Una venta, pasado ya un siglo, en Brighton costó «8 jarros de cerveza» y siete chelines (£20 en el 2012); en Ninfield en 1790, un hombre quien intercambió a su esposa en la aldea por la mitad de un jarro de gin, cambió de parecer y la volvió a comprar más tarde.
Las ventas públicas de esposas eran muchas veces concurridas por una considerable cantidad de personas. Una venta de 1806 en Hull fue pospueta «debido a la gigantesca muchedumbre que había abarrotado el lugar aquel día», sugiriendo que las ventas de esposas eran eventos raramente concurridos que luego se volvieron muy populares. Estimaciones de acuerdo a la frecuencia de este ritual oscilan cerca de los 300 entre 1780 y 1850, cantidad relativamente insignificante comparada con la descerción, la cual durante la época Victoriana fue un evento al que asistieron cientos de miles.

### Distribución y simbolismo

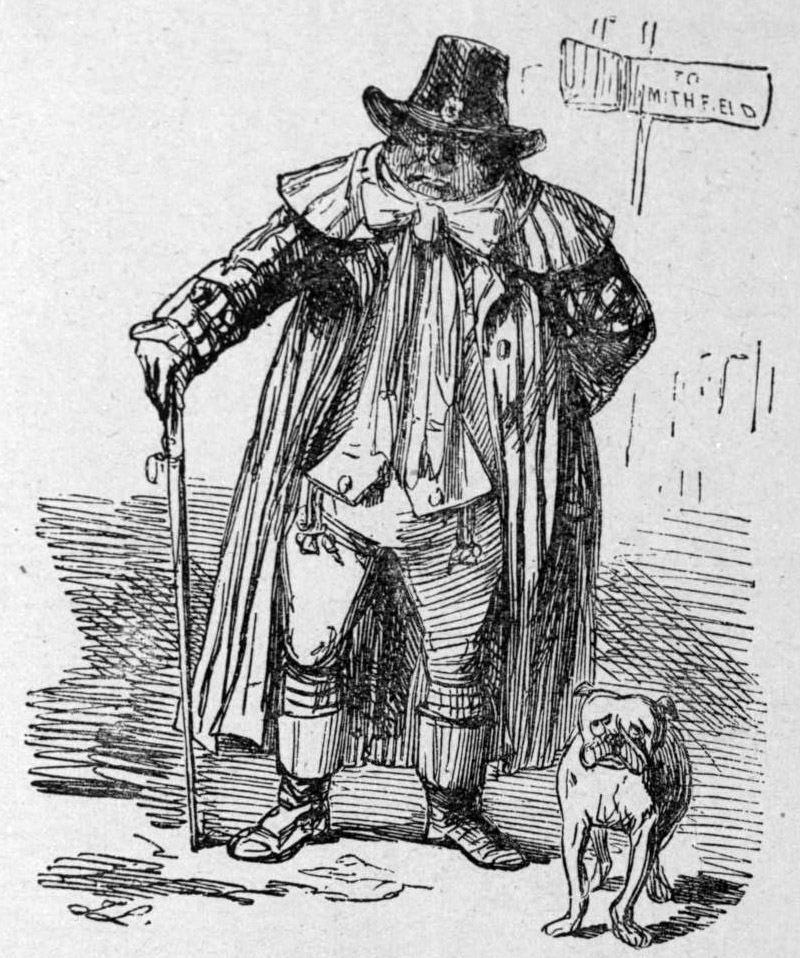
Representación francesa de «Milord John Bull», dirigiéndose al mercado de Smithfield para vender a su esposa.

La venta de esposas se extendió a través de Inglaterra, aunque fue una práctica relativamente rara en los países vecinos, llegándose a reportar unos cuantos casos —como en el caso de Gales—, mientras que en Escocia únicamente se tiene constancia de uno. El condado inglés con el número más alto de casos entre 1760 y 1880 fue Yorkshire, con 44, mucho más que los 19 reportados en Middlesex y Londres durante el mismo periodo, a pesar de la caritucatura francesa de un «Milord John Bull» «con botas y espuelas, en [Londres] el mercado de Smithfield, gritando 'à quinze libras ma femme! [15 libras por mi esposa], mientras Milady se encontraba amarrada en un corral».
En su reporte, Wives for Sale, el autor Samuel Pyeatt Menefee registra 387 incidentes de venta de esposas, la última de las cuales ocurrió a principios del siglo XX. El historiador E. P. Thompson considera mucho de los casos de Menefee como «vagos y dudosos», y que hubo una repetición de hechos ya marcados, pero sin embargo, coincidieron en que unos 300 eran auténticos, que al combinarse con su propia investigación dieron como resultado cerca de 400 casos reportados.
Menefee argumentó que el ritual reproducía el proceso habitual de compra-venta de ganado, incluyendo el significado simbólico del ronzal, o que algunas esposas fueron incluso valoradas en peso, al igual que el ganado. Aunque el ronzal se consideraba fundamental para la «legitimidad» de la venta, Thompson ha sugerido que Menefee puede haber malinterpretado el contexto social de la transacción. Los mercados no fueron utilizados preferentemente porque fuera la sede del comercio de ganado, sino porque ofrecían un lugar público donde la separación del marido y la esposa se hacía pública. Las ventas a menudo tuvieron lugar en las ferias, frente a las casas públicas o puntos de referencia locales, como el obelisco en Preston (en 1817), o la «columna de gas» de Bolton (en 1835),  donde se podían reunir multitudes.
Se conservan muy pocas referencias a ventas de esposos, y desde una perspectiva moderna, la venta de una mujer como un bien mueble es degradante, aun cuando se consideraba como una forma de divorcio Sin embargo, algunos de los estudiosos apuntan a que ayudaba a la independencia de la mujer y ponía en relieve su vitalidad sexual: «Las mujeres son descritas como "de buen aspecto", "pechugona", "de buena apariencia", "una hermosa muchacha de campo", o simplemente "para disfrutar de la diversión del corazón"».
Junto con otras costumbres inglesas, los colonos que llegaban a Nueva Inglaterra a finales del siglo XVII y principios del siglo XVIII importaron la práctica de la venta de esposas, así como la creencia en su legitimidad como una manera de poner fin al matrimonio. En 1645 «The P'ticular Court» de Hartford (Connecticut), reportó el caso de Baggett Egleston, quien fue multado con 20 chelines por «legar su esposa a un hombre joven». El Boston Evening-Post informó el 15 de marzo de 1736 una discusión entre dos hombres «y cierta mujer, que cada uno de ellos reclama como su esposa, pero que sólo lo era de uno de ellos, porque había vendido su derecho sobre ella por quince chelines al otro hombre». El comprador se había, al parecer, negado a pagar la totalidad de la transacción, y había intentado llevarse a «su» mujer. Dos generosos testigos aportaron la suma pendiente y el marido, rápidamente «dio a la mujer un modesto saludo deseándole bien, y a su comprador mucha alegría con su ganga». Un registro en Carolina del Sur fechado en 1781 certifica que William Collings, vecino del tal colonia, vendió a su esposa por «dos dólares y media docena de copas de grogg».